# Anders Rasmussen
Anders Rasmussen (født 1. juni 1976) er en tidligere professionel dansk fodboldspiller, der senest spillede som målmand i AGF.
Rasmussen har tidligere spillet for AC Horsens, FC Midtjylland og Viborg FF. Han har døjet med det, som af lægerne betegnes som et forstadium til cancer. Han kom dog hurtigt i behandling og blev opereret og er i dag erklæret rask.
Anders Rasmussen blev hentet til FC Midtjylland 1. januar 2002 som reservemålmand for Peter Skov-Jensen. Han fik sit gennembrud i FC Midtjylland efter salget af Peter Skov-Jensen i vinteren 2005. Rasmussen var med til at konsolidere FC Midtjyllands placering som bronzevinder i 2005. Han spillede 61 kampe for klubben.
31. august 2007 skiftede han til Viborg FF på en lejekontrakt gældende resten af år 2007. 26. juni 2008 skiftede Anders Rasmussen permanent til Viborg FF på en ét-årig kontrakt, men han blev allerede solgt til AGF den 26. januar 2009.
I AGF var han gardering for førstemålmanden Steffen Rasmussen og fik kun få kampe. Anders Rasmussen stoppede sin fodboldkarriere i juni 2011 for at blive souschef i SuperBrugsen Kolt. Da Steffen Rasmussen kort efter blev skadet, spurgte klubben Anders Rasmussen, om han ville hjælpe AGF i et par måneder som reservemålmand for den nyindkøbte Emil Ousager, hvilket han valgte at gå med til.